# Морвар
Морвар (перс. مروار) — село в Ірані, у дегестані Гендудур, у бахші Сарбанд, шагрестані Шазанд остану Марказі. За даними перепису 2006 року, його населення становило 216 осіб, що проживали у складі 64 сімей.

## Клімат
Середня річна температура становить 10,76 °C, середня максимальна – 30,16 °C, а середня мінімальна – -12,33 °C. Середня річна кількість опадів – 289 мм.
| Клімат поселення                              | Клімат поселення | Клімат поселення | Клімат поселення | Клімат поселення | Клімат поселення | Клімат поселення | Клімат поселення | Клімат поселення | Клімат поселення | Клімат поселення | Клімат поселення | Клімат поселення | Клімат поселення |
| Показник                                      | Січ.             | Лют.             | Бер.             | Квіт.            | Трав.            | Черв.            | Лип.             | Серп.            | Вер.             | Жовт.            | Лист.            | Груд.            |                  |
| Середній максимум, °C                         | 5,32             | 7,44             | 11,74            | 18,42            | 23,59            | 28,64            | 30,04            | 30,16            | 25,15            | 18,84            | 11,87            | 6,47             |                  |
| Середня температура, °C                       | −3,5             | −1,38            | 2,94             | 9,60             | 14,77            | 19,82            | 24,10            | 24,23            | 19,24            | 12,90            | 5,94             | 0,53             |                  |
| Середній мінімум, °C                          | −12,33           | −10,21           | −5,88            | 0,78             | 5,95             | 11,01            | 18,16            | 18,28            | 13,28            | 6,97             | 0,00             | −5,4             |                  |
| Норма опадів, мм                              | 45               | 41               | 54               | 38               | 31               | 6                | 1                | 1                | 0                | 6                | 26               | 40               |                  |
| Середньомісячна швидкість вітру, м/с          | 1.40             | 2.55             | 2.94             | 2.80             | 2.48             | 2.36             | 2.26             | 2.12             | 2.11             | 1.84             | 1.91             | 1.58             |                  |
| Середньомісячна сонячна радіація, кДж/м²·день | 9533             | 12585            | 15272            | 18510            | 22511            | 27067            | 25969            | 24340            | 21545            | 16151            | 11296            | 9204             |                  |
| --------------------------------------------- | ---------------- | ---------------- | ---------------- | ---------------- | ---------------- | ---------------- | ---------------- | ---------------- | ---------------- | ---------------- | ---------------- | ---------------- | ---------------- |
| Джерело:                                      |                  |                  |                  |                  |                  |                  |                  |                  |                  |                  |                  |                  |                  |